# پرندگان جهان: نام‌های انگلیسی سفارش‌شده
پرندگان جهان: نام‌های انگلیسی سفارش‌شده (به انگلیسی: Birds of the World: Recommended English Names) یک کتاب جلد شومیز است که توسط فرانک گیل و مینتورن رایت به نمایندگی از اتحادیه بین‌المللی پرنده‌شناسان نوشته شده است. این کتاب تلاشی است برای تولید مجموعه‌ای استاندارد از نام‌های انگلیسی برای همه گونه‌های پرندگان و محصول پروژه‌ای است که در کنگره بین‌المللی پرنده‌شناسی در سال ۱۹۹۰ آغاز شد. این توسط یک وبگاه، فهرست جهانی پرندگان (IOC)، تکمیل شده است که به‌روزرسانی مطالب منتشرشده را ارائه می‌دهد.
یک مقدمه ۱۱ صفحه‌ای به تعدادی از مسائل مربوط به نام‌گذاری پرندگان می‌پردازد. پس از آن، فهرستی منظم از صفحه‌های ۱۲ تا ۲۱۱ و فهرستی ۴۶-صفحه‌ای ارائه می‌شود. توالی تیره‌ها بر پایهٔ نسخه سوم فهرست کامل هوارد و مور پرندگان جهان است. جلد کتاب با عکسی از وانگای کلاه‌خودی، پرنده بومی ماداگاسکار، زینت داده شده است.

## پیامد و میراث
این کتاب فروش خوبی داشت، اما به سرعت مشخص شد که اصلاحات نیاز دارد، به‌ویژه با توصیف گونه‌های جدید. اگرچه نویسندگان تأکید کردند که کار آنها «نسخه اول» است، : ۱۱ در سال ۲۰۰۹، IOC تصمیم گرفت که دیگر کتاب را با نسخه چاپی اصلاح‌شده تکمیل نکند. در عوض، فهرست نام‌های انگلیسی اکنون به صورت الکترونیکی در وبگاه فهرست جهانی پرندگان (IOC) منتشر می‌شود. صفحه‌ای در وبگاه، گسترش فهرست را جدول‌بندی می‌کند.